# 24 Вести (Северная Македония)
24 Вести — северомакедонский информационный телеканал, образованный в 2008 году. Ведёт вещание из столицы Северной Македонии, Скопье. Основная специализация канала — информационные программы (в том числе ежечасовые выпуски новостей). Трансляция ведётся круглосуточно, часть эфирного времени выделяется под документальные фильмы. Вещание организуется не только благодаря кабельной сети, но и спутнику Eutelsat 16.